# Charles Christianson
Charles Christianson (8 marzo 1984) è un ex sciatore alpino statunitense.

## Biografia
Attivo in gare FIS dall'aprile del 200, in Nor-Am Cup Christianson ha esordito il 20 febbraio 2002 a Le Massif in discesa libera (45º) e ha colto il primo podio il 15 dicembre 2010 a Panorama in slalom gigante (2º). Il 4 dicembre 2011 ha esordito in Coppa del Mondo, a Beaver Creek in slalom gigante senza completare la gara, e il 14 dicembre successivo ha ottenuto a Panorama nella medesima specialità il suo secondo e ultimo podio in Nor-Am Cup (3º).
Ha preso per l'ultima volta il via in Coppa del Mondo il 10 marzo 2012 a Kranjska Gora in slalom gigante, senza completare la gara (non ha portato a termine nessuna delle quattro gare nel massimo circuito cui ha preso parte), e si è ritirato al termine di quella stessa stagione 2011-2012: la sua ultima gara in carriera è stata uno slalom gigante FIS disputato a Stowe il 17 marzo, non completato da Christianson. Non ha preso parte a rassegne olimpiche o iridate.

## Palmarès

### Nor-Am Cup
- Miglior piazzamento in classifica generale: 16º nel 2012
- 2 podi:
  - 1 secondo posto
  - 1 terzo posto